# ثونيكس (سويسرا)
ثونيكس (بالفرنسية: Thônex)‏ هي بلدية تقع في كانتون جنيف في سويسرا.[بحاجة لمصدر]

## المدن التوأمة
- Graveson،  فرنسا

## أعلام
- بيتر هارتمان
- ماري خوسيه
- فيليب تشيفرير